# Grec
|  | Aquest article tracta sobre la llengua grega moderna. Vegeu també grec antic i grec (desambiguació). |

La llengua grega (en grec modern: ελληνική γλώσσα, AFI: [eliniˈci ˈɣlosa] o, simplement, ελληνικά, AFI: [eliniˈka]) constitueix la seva pròpia branca dins de les llengües indoeuropees.
El grec modern és parlat per entre 15 i 22 milions de persones, és la llengua oficial de Grècia i part de Xipre com és un dels 24 idiomes oficials de la Unió Europea, i també el parlen les comunitats gregues arreu dels països on es va estendre la colonització grega en l'Antiguitat: Albània, Bulgària, Macedònia del Nord, Itàlia, Turquia, Armènia, Geòrgia, Ucraïna, Moldàvia, Romania, Rússia, Egipte i Jordània, així com a comunitats d'emigrants arreu del món, incloent-hi Austràlia, els Estats Units, el Canadà, Alemanya i així en altres països de la diàspora grega.
El grec s'escriu amb l'alfabet grec, antecessor dels alfabets llatí i ciríl·lic.
El grec s'ha escrit en alfabet grec des del segle ix aC a Grècia (anteriorment s'havia escrit en escriptura lineal B) i des del segle iv aC a Xipre (anteriorment, en sil·labari xipriota).
El grec és una de les branques de les llengües indoeuropees amb material escrit més antic, amb escrits fragmentaris en grec micènic del segle xv aC o segle xiv aC. La literatura grega té una història contínua de gairebé tres mil anys, la més llarga de totes les llengües indoeuropees.
Durant l'Antiguitat, el grec era, amb diferència, la lingua franca més parlada al món mediterrani. Finalment es va convertir en la llengua oficial de l'Imperi Romà d'Orient i es va convertir en el grec medieval.

## Història
El grec es parla a la península Balcànica des del 3r mil·lenni aC, o possiblement abans. L'evidència escrita més antiga és la tauleta d'argila lineal B trobada a Messènia que data d'entre 1450 i 1350 aC, fent del grec la llengua viva més antiga registrada. Entre les llengües indoeuropees, la seva data d'atestació escrita més antiga només coincideix amb els idiomes anatòlics, ara desapareguts.

### Grec hel·lenístic o koiné
A partir de la unificació de Grècia sota Filip de Macedònia, el dialecte àtic, lleugerament alterat pel contacte amb els altres dialectes, es va imposar com a llengua literària a tot Grècia i es va estendre amb les conquestes d'Alexandre el Gran a tot l'Orient.
El dialecte resultant es va anomenar "llengua comuna" o "Koiné" (de Κοινή, comú). Hi van escriure, entre d'altres, el filòsof Aristòtil, l'historiador Polibi i el moralista Plutarc. Va ser durant molts segles la lingua franca de l'imperi Romà (època durant la qual el Nou Testament va aparèixer, escrit en aquesta llengua i fent que la denominació "grec del Nou Testament" no sigui inusual avui dia).

### Grec modern
Amb grec modern ens referim a la llengua oficial de Grècia i Xipre també coneguda com a grec demòtic. Aquesta és una forma evolucionada del grec clàssic (tal com poden ser-ho les llengües romàniques del llatí). El grec modern prové directament de la koiné (llengua comuna -κοινή γλώσσα-) o grec hel·lenístic (el grec alexandrí o del Nou Testament). Aquesta koiné amb el pas del temps es va dividir en dues varietats: la Dimotikí (Δημοτική), la llengua demòtica (vernacla), i la Katharévussa (Καθαρεύουσα). El demòtic era el que la gent parlava i el Katharévussa era una llengua artificial, elegant i arrelada en la investigació, basada en el grec clàssic i allunyada de la parla que utilitzava primordialment la gent. Els que donaven suport al demòtic eren els demotiquistes i els que donaven suport a la Katharévussa eren els puristes; aquests últims no admetien que la difusió de la llengua vernacla i volien una llengua hereva de la gran cultura antiga que tenia el grec. Des de la creació del modern regne de Grècia el govern adoptà el katharévussa com a llengua oficial. Durant el segle xx, tot i l'oposició dels puristes, el demòtic es va anar introduint en els nivells més bàsics de l'educació. Durant la dictadura dels coronels el demòtic va estar prohibit en tots els nivells de l'educació. Després de la dictadura, en 1976 el Parlament va convertir el demòtic en l'única llengua oficial de l'Estat, que des d'aleshores és la llengua que s'aprèn a les escoles i s'estudia a les universitats, i la llengua que fan servir els mitjans de comunicació i els escriptors.
Les principals diferències gramaticals que es presenten entre la forma actual i l'antiga resideixen en la simplificació i regularització de declinacions i conjugacions. A la declinació ha desaparegut el nombre dual i el cas datiu (que únicament es conserva en unes poques frases fetes). A la conjugació s'han regularitzat la majoria de verbs, ha desaparegut el nombre dual, s'han eliminat els modes optatiu i infinitiu, s'han creat nombrosos temps perifràstics construïts amb verbs auxiliars i partícules modals (d'una manera bastant anàloga al que ha passat amb les llengües romàniques i el llatí).
Quant al lèxic, el vernacle es caracteritza per l'ús de molts préstecs que ha acceptat d'altres llengües concretament de l'italià, el turc i el francès; també mostra una gran facilitat per a combinar i compondre paraules. El purista o katharévussa evita les paraules d'altres llengües i quan necessita nous termes que no existien en la llengua clàssica hel·lenitza les paraules d'un altre origen, tractant en tot cas de preservar les arrels originals de la seua llengua.

### Diglòssia
A l'època moderna, la llengua grega va entrar en un estat de diglòssia: la coexistència de formes escrites vernacles i arcaitzants de la llengua. El que es va conèixer com la qüestió de la llengua grega va ser una polarització entre dues varietats competidores de grec modern: Dimotiki, la forma vernacular del grec modern pròpiament dit, i Katharevousa, que significa 'purificat', un compromís entre Dimotiki i grec antic desenvolupat a principis del segle xix que es va utilitzar amb finalitats literaris i oficials al nou estat grec format. L'any 1976, el dimotiki va ser declarat llengua oficial de Grècia, després d'haver incorporat característiques de Katharevousa i donar així a llum el grec modern estàndard, utilitzat avui per a tots els propòsits oficials i en l'educació.

### Unitat històrica

La distribució de les principals àrees dialectals del grec modern

Sovint se subratlla la unitat històrica i la identitat contínua entre les diferents etapes de la llengua grega. Tot i que el grec ha experimentat canvis morfològics i fonològics comparables als que s'observen en altres llengües, mai des de l'antiguitat clàssica la seva tradició cultural, literària i ortogràfica no s'ha vist interrompuda fins al punt que es pugui parlar de l'emergència d'una nova llengua. Els parlants de grec avui dia tendeixen a considerar les obres literàries del grec antic com a part de la seva pròpia i no com a llengua estrangera. També s'afirma sovint que els canvis històrics han estat relativament lleus en comparació amb altres llengües. Segons una estimació, "el grec homèric és probablement més a prop del demòtic que l'anglès mitjà del segle XII és de l'anglès parlat modern".

## Distribució geogràfica

Distribució geogràfica de la llengua grega a l'Imperi Rus (cens de 1897)

El grec és parlat avui per almenys 13 milions de persones, principalment a Grècia i Xipre juntament amb una important minoria grecoparlant a Albània prop de la frontera greco-albanesa. Un percentatge important de la població d'Albània coneix la llengua grega a causa, en part, de l'onada d'immigració albanesa a Grècia dels anys vuitanta i noranta i de la comunitat grega del país. Abans de la Guerra Greco-Turca i el resultant intercanvi de població el 1923 també existia una població molt gran de parlants de grec a Turquia, encara que avui dia en queden molt pocs. També es troba una petita comunitat de parla grega a Bulgària prop de la frontera greco-búlgara. El grec també es parla a tot el món per la gran diàspora grega que té comunitats notables als Estats Units, Austràlia, Canadà, Sud-àfrica, Xile, Brasil, Argentina, Rússia, Ucraïna, Regne Unit i a tota l'Unió Europea, especialment a Alemanya.
Històricament, es van trobar comunitats i regions de parla grega significatives a tot el Mediterrani oriental, al que avui són sud d'Itàlia, Turquia, Xipre, Síria, Líban, Israel, Palestina, Egipte i Líbia; a la zona del Mar Negre, al que avui és Turquia, Bulgària, Romania, Ucraïna, Rússia, Geòrgia, Armènia i Azerbaidjan; i, en menor mesura, al Mediterrani occidental dins i al voltant de les colònies com ara Massàlia, Monoikos i Mainake. També es va utilitzar com a llengua oficial de govern i religió als regnes nubis cristians, durant la major part de la seva història.

### Estat oficial
El grec, en la seva forma moderna, és l'idioma oficial de Grècia, on és parlat per gairebé tota la població. També és la llengua oficial de Xipre (nominalment al costat del turc) i del Territori britànic d'ultramar d'Akrotiri i Dhekelia (al costat de l'anglès). A causa de la pertinença de Grècia i Xipre a la Unió Europea, el grec és una de les 24 llengües oficials de l'organització. El grec és reconegut com a idioma minoritari a Albània, i s'utilitza cooficialment en alguns dels seus municipis, als districtes de Gjirokastër i Sarandë. També és una llengua minoritària oficial a les regions d'Apúlia i Calàbria a Itàlia. En el marc de la Carta Europea de les Llengües Regionals o Minoritàries, el grec està protegit i promogut oficialment com a llengua regional i minoritària a Armènia, Hongria, Romania i Ucraïna. És reconeguda com a llengua minoritària i protegida a Turquia pel Tractat de Lausana de 1923.

## Evolució del grec
L'alfabet grec, la pronunciació clàssica (segons Erasme de Rotterdam), i els sons del grec modern:
| lletra   | nom     | pronunciació erasmiana      | pronunciació actual                                                                     |
| Α α      | alfa    | [a]                         | [a]; αι [ɛ]; αυ [av] o [af] (davant consonant sorda o a final de paraula)               |
| Β β      | beta    | [b]                         | [v]; μβ [mb] o [b]                                                                      |
| Γ γ      | gamma   | [g]; γγ [ŋg]                | [γ]; [j] davant de [i,e]; γγ [ŋg] o [g], o [ŋj] o [j] davant de [i,e]                   |
| Δ δ      | delta   | [d]                         | [δ]; νδ [nd] o [d]                                                                      |
| Ε ε      | èpsilon | [e]; ει [i]                 | [e]; ει [i]; ευ [ev] o [ef] (davant consonant sorda o a final de paraula)               |
| Ζ ζ      | zeta    | [z]                         | [z]; sol arribar a [ʒ] davant de [i,e] especialment al grup τζ                          |
| H η      | eta     | [e:]                        | [i]; ηυ [iv] o [if] (davant consonant sorda o a final de paraula)                       |
| Θ θ      | theta   | [tʰ] -> [θ]                 | [θ]                                                                                     |
| Ι ι      | iota    | [i] o [j]                   | [i] o [j]                                                                               |
| K κ      | kappa   | [k]; γκ [ŋk]                | [k]; pot arribar a [c] davant de [i,e]; γκ [g] a principi de paraula, [ŋg] o [g] medial |
| Λ λ      | lambda  | [l]                         | [l]; sol arribar a [ʎ] davant de [i,e]                                                  |
| Μ μ      | mi      | [m]                         | [m]; pot arribar a [mɲ] davant de [i,e]                                                 |
| Ν ν      | ni      | [n]                         | [n]; sol arribar a [ɲ] davant de [i,e]                                                  |
| Ξ ξ      | ksi     | [ks]                        | [ks]; sol arribar a [c] davant de [i,e]                                                 |
| Ο ο      | òmicron | [o]; ου [u]                 | [o]; ου [u]; οι [i]                                                                     |
| Π π      | pi      | [p]                         | [p]; μπ [b] a principi de paraula, [mb] o [b] medial                                    |
| Ρ ρ      | ro      | [r]; [rr] inicial o doblada | [r]; [rr] inicial o doblada                                                             |
| Σ -ς -σ- | sigma   | [s]                         | [s]; sol arribar a [ʃ] davant de [i,e] especialment al grup τσ                          |
| Τ τ      | tau     | [t]                         | [t]; ντ [d] a principi de paraula, [nd] o [d] medial                                    |
| Υ υ      | ípsilon | [u] -> [y] -> [i]; ου [u]   | [i]; ου [u]; [v] rere Α,Ε,H                                                             |
| Φ φ      | fi      | [pʰ] -> [f]                 | [f]                                                                                     |
| Χ χ      | khi     | [kʰ] -> [x]; γχ [ŋx]        | [x]; [ç] davant de [i,e]; γχ [ŋx], o [ŋç] davant de [i,e]                               |
| Ψ ψ      | psi     | [ps]                        | [ps]; la segona part sol arribar a [ʃ] davant de [i,e]                                  |
| Ω ω      | omega   | [o:]                        | [o]                                                                                     |

El sistema vocàlic del grec clàssic era relativament complex. La longitud articulatòria era un tret distintiu que servia per a diferenciar significats dins de paraules homògrafes. El repertori de símbols diacrítics per a representar l'accent grec, que era de tipus tonal, va ser creat cap a l'any 200 aC pels gramàtics alexandrins. Estava compost per tres classes de titlla: aguda (ó), greu (ò) i circumflexa (õ), que representaven, respectivament, un to alt, baix i de contorn (és a dir, agut més greu dins d'una mateixa síl·laba). L'accent greu només podia aparèixer en final de paraula. Igual que la longitud vocàlica, l'accent tonal era un altre tret distintiu en grec clàssic. La posició accentual estava governada per l'anomenada llei de limitació o llei de les tres mores, segons la qual l'accent només podia recaure dins de les tres síl·labes finals de la paraula si l'última era breu, o dins de les dues últimes si era llarga, tan lluny del final com fóra possible. Dins de la declinació nominal, la posició accentual depenia del nom en qüestió, encara que en la conjugació verbal l'accent es trobava governat per regles fixes i era predictible.
En grec clàssic existien dos diacrítics especials anomenats esperits, que s'afegien a les vocals inicials de paraula: l'esperit aspre {´} indicava una aspiració extra de la vocal en qüestió, mentre que l'esperit suau {`} assenyalava una aspiració més tènue, quasi imperceptible. D'aquesta manera tan atípica, el grec testimoniava l'existència del so fricatiu glotal [h]. Els esperits es podien combinar amb els accents dins d'una mateixa vocal. L'esperit aspre també s'afegia a la consonant ρ en posició inicial de paraula per a indicar que representava el mateix so fort que quan apareix doble al mig d'una paraula [ŗ].
El grec modern va conservar el seu sistema originari d'accents i esperits fins fa relativament poc, per raons etimològiques i quasi sentimentals. No obstant això, en 1982 el Ministeri d'Educació grec va adoptar un sistema d'accentuació monotònic, amb un únic accent agut (sent el circumflex opcional).
Durant el període hel·lenístic, el sistema consonàntic del grec clàssic va experimentar una sèrie de canvis sistemàtics que van establir el seu aspecte definitiu en grec modern. Com pot observar-se en l'esquema fonètic anterior, les oclusives sonores [b, d, g] es van convertir en els seus correlats fricatius [v, γ, đ] i les oclusives sordes aspirades [ph, th, kh] van passar a fricatives sordes [f, θ, χ], mentre que les oclusives sordes normals [p, t, k] es van conservar inalterades. Les oclusives sonores que es van perdre mitjançant aquest procés van passar a representar-se com a grups consonàntics, sovint introduïdes mitjançant préstecs lingüístics. D'altra banda, [z] es va convertir en un so amb valor distintiu (és a dir, el fonema /z/) i l'aspirat [h] indicat per l'esperit aspre va desaparèixer. Finalment, durant l'època del grec mitjà es van introduir els sons africats [ts] i [dz], amb la qual cosa el repertori consonàntic del grec modern va quedar completat. Una vegada més, el sistema gramatical de les llengües mostra regles fonètiques sistemàtiques i predictibles, seguint un model que es repeteix de forma general, segons el qual els sons sords es converteixen en sords i els sonors en sonors, amb un únic canvi global en el mode d'articulació.
Pel que fa al sistema vocàlic, els principals canvis van ser dos: 1) la longitud va deixar de ser pertinent a l'hora de diferenciar significats lèxics, per la qual cosa es va convertir en un tret no distintiu; 2) la majoria dels diftongs del grec clàssic monoftongaren segons l'esquema anteriorment explicat. El resultat va ser, d'aquesta manera, un sistema de cinc vocals curtes i pures, semblant a la del castellà: [i], [ɛ], [a], [o], [u]. L'accent, que en grec clàssic era de naturalesa tonal, s'ha convertit en la llengua moderna en un element prosòdic d'intensitat o prominència (igual que al castellà), derivat de l'antic to alt de la titla aguda o circumflexa. D'aquesta manera, s'ha eliminat la llei de les tres mores i l'accent en grec ha deixat de ser predictible, encara que continua posseint valor contrastiu.

### Fonologia
En l'Alfabet Fonètic Internacional (IPA):
La distinció sistemàtica entre les vocals llargues i curtes del grec antic s'ha perdut.

#### Vocals
|               | anterior | posterior |
| ------------- | -------- | --------- |
| tancada       | i        | u         |
| tancada-mitja |          | o         |
| oberta-mitja  | ɛ        |           |
| oberta        | a        |           |

#### Consonants
En l'Alfabet Fonètic Internacional (IPA):
|                | Bilabial | Labiodental | Dental | Alveolar | Palatal | Velar |
| -------------- | -------- | ----------- | ------ | -------- | ------- | ----- |
| Oclusiva       | p b      |             |        | t d      | c ɟ     | k g   |
| Nasal          | m        | ɱ           |        | n        | ɲ       | ŋ     |
| Vibrant        |          |             |        | r        |         |       |
| Fricativa      |          | f v         | θ ð    | s z      | ç ʝ     | x ɣ   |
| Africada       |          |             |        | ts dz    |         |       |
| Aproximant     |          |             |        |          | j       |       |
| Aprox. lateral |          |             |        | l        | ʎ       |       |

### Dialectes del grec modern
- Capadoci
- Cretenc
- Grecànic
- Griko salentino
- Pòntic
- Tsacònic
- Xipriota